# 国政選挙供託金引き下げ法案
国政選挙供託金引き下げ法案（こくせいせんきょきょうたくきんほうあん）とは日本の衆議院議員総選挙及び参議院議員通常選挙について供託金を引き下げることを目的とした法律案。

## 概要
2009年の第45回総選挙を前に、日本共産党が2007年9月の第5回中央委員会総会で、次期総選挙において公認候補を擁立する選挙区を大幅に絞り込むと発表したことを受け、共産空白区の共産票が相対的に政治的距離の近い民主党などの候補に流れ込むことを懸念した自民党によって提案された。なお当時自民党所属の衆議院議員だった松浪健四郎によると、同党の衆議院議員らの間でも「自分の選挙区に共産党は候補を立ててくれるだろうか」と心配する声が囁かれていたという。
これに対して共産党は「方向性としては前向きだが、今後よく吟味したい」とした上で、選挙区絞り込みの方針自体は変更しないとした。また民主党は「次元の低い問題外の話」「党利党略の発想を内包する改正案に応じるわけにはいかない」と反対の意向を示した。
法案の内容は以下のように衆院選・参院選の供託金を3分の2に減額し、選挙区の供託金没収点を半分に引き下げるものとされた。
- 衆議院小選挙区選出議員の選挙の供託金の額を、候補者1人につき、200万円に引き下げること。
- 衆議院比例代表選出議員の選挙の供託金の額を、衆議院名簿登載者1人につき、400万円（重複立候補者については、200万円）に引き下げること。
- 参議院選挙区選出議員の選挙の供託金の額を、候補者1人につき、200万円に引き下げること。
- 参議院比例代表選出議員の選挙の供託金の額を、参議院名簿登載者1人につき、400万円に引き下げること。
- 衆議院小選挙区選出議員の選挙の供託金の没収点を、有効投票の総数の20分の1に引き下げること。
- 参議院選挙区選出議員の選挙の供託金の没収点を、通常選挙における当該選挙区内の議員の定数をもって有効投票の総数を除して得た数の16分の1に引き下げること。

一方で地方選挙の供託金額および供託金没収点は変更されなかったため、都道府県知事選挙や政令指定都市の市長選挙は国政選挙よりも供託金額・供託金没収点ともに厳しいものになるという逆転現象が生じた。
法案は2009年7月9日に自民・公明・共産・社民各党などの賛成多数で衆議院を通過した。参議院でも共産、社民の両党が賛成すれば過半数まで2票となるため、民主党は審議未了まで廃案とすることとし、7月21日の衆議院解散に伴い廃案となった。